# Pakosławice
Pakosławice (deutsch Bösdorf, auch Beuthmannsdorf, 1945–1947 Bogdanowice) ist ein Ort im Powiat Nyski der Woiwodschaft Opole in Polen. Es ist zugleich Sitz der Landgemeinde Pakosławice.

## Geographie
Das Straßendorf Pakosławice liegt zehn Kilometer nördlich von Nysa und 48 Kilometer südwestlich von Opole (Oppeln) in der Nizina Śląska (Schlesische Tiefebene) an der Korzkiew (Korkwitzer Bach), einem linken Zufluss der Glatzer Neiße. Durch den Ort verläuft die Landesstraße Droga krajowa 46. Nordöstlich beginnt die Woiwodschaftsstraße Droga wojewódzka 401 in Richtung Grodków. Der Bahnhof Pakosławice liegt an der Bahnstrecke Nysa–Brzeg.
Nachbarorte von Pakosławice sind im Norden Makowice (Mogwitz), im Osten Prusinowice (Waltdorf), im Süden Strobice (Struwitz) und im Westen Reńska Wieś (Reinschdorf).

## Geschichte

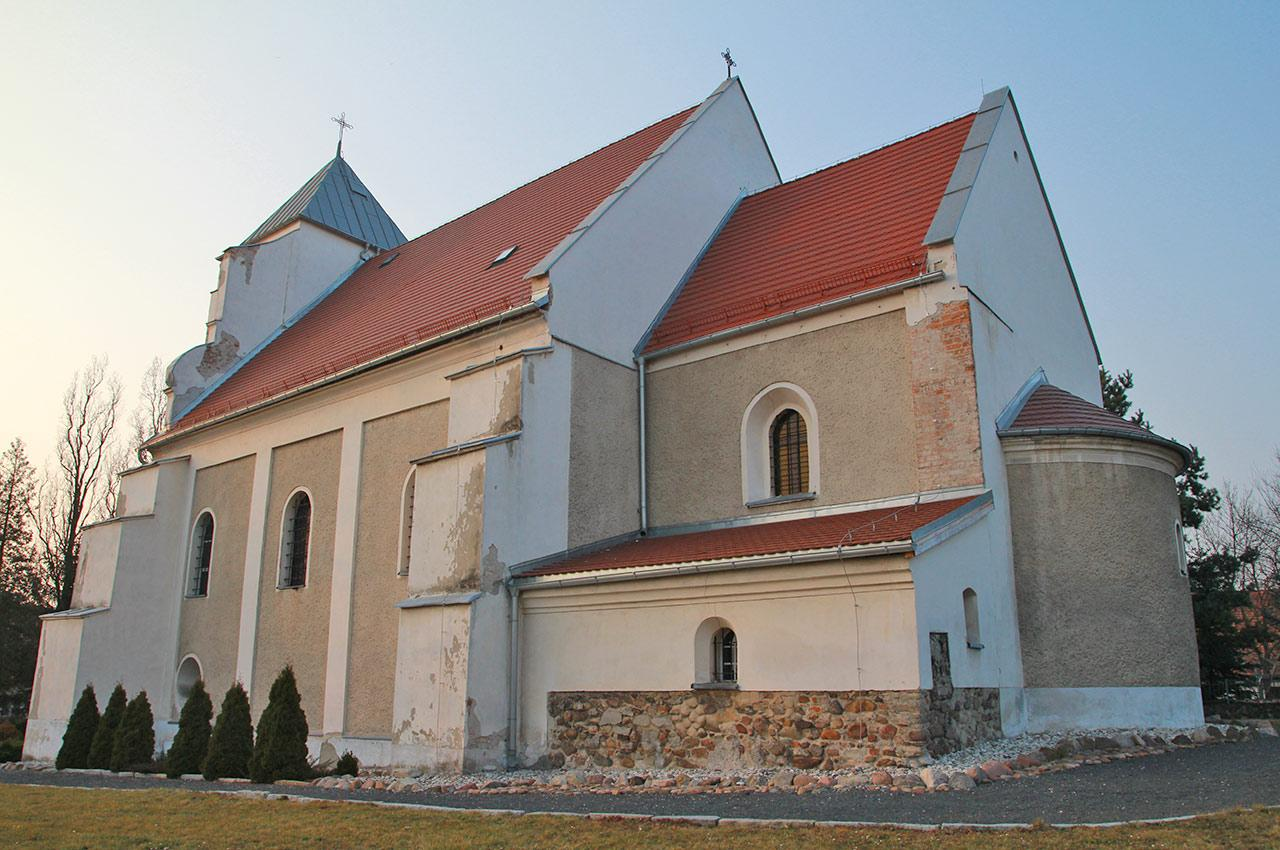
Kirche St. Peter und Paul

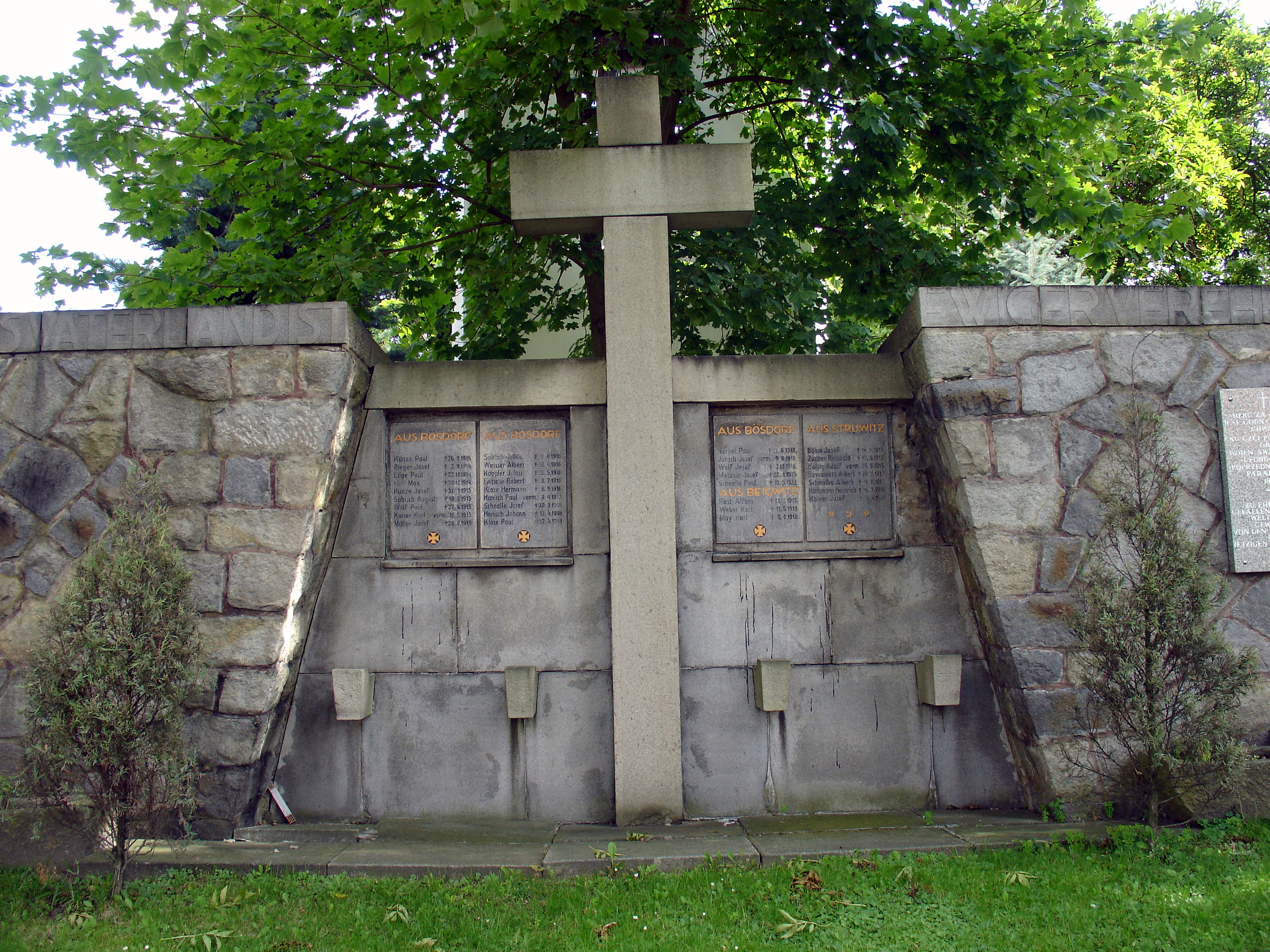
Gefallenendenkmal

Das Dorf wurde nach Magdeburger Recht im 13. Jahrhundert ausgesetzt. In dem Werk Liber fundationis episcopatus Vratislaviensis aus den Jahren 1295–1305 wird der Ort erstmals als Bithwini villa erwähnt. 1315 erfolgte eine Erwähnung als Boutwini villa. Für das Jahre 1372 ist der Name Peutwinsdorf überliefert. Der Name leitet sich Gründer des Dorfes ab, das Dorf des Beutmanns. Der Name ist im Laufe der Jahrhunderte unkenntlich geworden.
Nach dem Ersten Schlesischen Krieg 1742 fiel Bösdorf mit dem größten Teil Schlesiens an Preußen.
Nach der Neuorganisation der Provinz Schlesien gehörte die Landgemeinde Bösdorf ab 1816 zum Landkreis Neisse im Regierungsbezirk Oppeln. 1845 bestanden im Dorf eine katholische Pfarrkirche, eine katholische Schule sowie 97 weitere Häuser. Im gleichen Jahr lebten in Bösdorf 635 Menschen, davon einer evangelisch. Am 25. Juli 1847 wurde die Bahnstrecke zwischen Bösdorf und Brieg eröffnet. 1855 lebten 714 Menschen im Ort. 1865 bestanden im Ort eine Scholtisei, 24 Bauer-, 14 Gärtner- und 56 Häuslerstellen. Die katholische Schule wurde im gleichen Jahr von 160 Schülern besucht. 1874 wurde der Amtsbezirk Bösdorf gegründet, welcher aus den Landgemeinden Beigwitz, Bösdorf, Rieglitz, Sengwitz und Struwitz und dem Gutsbezirk Sengwitz bestand. 1885 zählte Bösdorf 824 Einwohner.
1933 lebten in Bösdorf 753 sowie 1939 737 Menschen. Bis 1945 befand sich der Ort im Landkreis Neisse.
1945 kam Bösdorf unter polnische Verwaltung und wurde zunächst in Bogdanowice umbenannt, die Bevölkerung wurde vertrieben. 1947 wurde der Ortsname in Pakosławice geändert. 1950 kam Pakosławice zur Woiwodschaft Oppeln. 1999 kam der Ort zum wiedergegründeten Powiat Nyski.

## Sehenswürdigkeiten
- Die römisch-katholische Kirche St. Peter und Paul (poln. Kościół św. Apostołów Piotra i Pawła) ist im Kern ein spätromanischer Bau aus der ersten Hälfte des 13. Jahrhunderts. Der heutige Bau stammt größtenteils aus dem Jahr 1491. 1806 wurde an der Westseite ein Glockenturm angebaut. Die Ausstattung stammt vorwiegend aus dem 19. Jahrhundert. 1945 wurde die Kirche teilweise zerstört und bis 1955 wieder in Stand gesetzt. An der Außenwand der Sakristei befindet sich ein Epitaph des Pfarrers Mechse von 1606.[10] Seit 1956 steht das Gebäude unter Denkmalschutz.[11]
- Denkmal für die Gefallenen des Ersten Weltkriegs für die Dörfer Bösdorf, Struwitz und Beigwitz
- Empfangsgebäude des Bahnhofs Pakosławice
- Sühnekreuz
- Hölzernes Wegekreuz

## Vereine
- Freiwillige Feuerwehr OPS Pakosławice
- Sportverein LZS Pakosławice

## Persönlichkeiten
- Erich Schellhaus (1901–1983) – deutscher Verwaltungsbeamter und Politiker